# Thieux (Oise)
Thieux – miejscowość i gmina we Francji, w regionie Hauts-de-France, w departamencie Oise.
Według danych na rok 1990 gminę zamieszkiwało 400 osób, a gęstość zaludnienia wynosiła 44 osoby/km² (wśród 2293 gmin Pikardii Thieux plasuje się na 608. miejscu pod względem liczby ludności, natomiast pod względem powierzchni na miejscu 523.).